# Kujtim Çashku
Kujtim Çashku (ur. 5 sierpnia 1950 w Tiranie) – albański reżyser, scenarzysta i producent filmowy.

## Życiorys
W 1972 ukończył studia w Instytucie Sztuk Pięknych w Tiranie, a następnie kształcił się w Instytucie Teatru i Kinematografii w Bukareszcie. Już w czasie studiów nakręcił cztery filmy krótkometrażowe, w tym Korytarz (alb. Korridori), którego akcja rozgrywa się na korytarzu szpitala psychiatrycznego. W 1975 r. rozpoczął pracę jako asystent reżysera Pirro Milkaniego przy realizacji filmu Wezwanie (Thirrja). W 1977 nakręcił samodzielnie film dokumentalny Wiosna w naszych sercach (alb. Pranverë në zemrat tona), który nie został zaakceptowany przez władze partyjne i zakazano jego rozpowszechniania. Kolejne filmy mógł kręcić wspólnie z bardziej doświadczonymi reżyserami. Sławę przyniósł mu film Dora e ngrohtë, zrealizowany w 1983 r. na podstawie powieści Neshata Tozaja. W 1987 r. został uhonorowany tytułem „Zasłużonego Artysty” (alb. Artist i merituar).
W roku 1993 Çashku odbył studia podyplomowe w Nowym Jorku. Po powrocie do kraju założył firmę producencką Orafilm. Największe sukcesy przyniósł reżyserowi zrealizowany w koprodukcji albańsko-francusko-polskiej film Pułkownik Bunkier, prezentowany na 11 festiwalach filmowych, nagradzany w Izmirze i Saint-Étienne. Kolejny film reżysera Syri magjik zdobył nagrody na festiwalach w Kairze i w Wenecji. W tym okresie współpracował z Filipem Bajonem, jednym ze współproducentów filmu. W 2000 r. był jednym z inicjatorów powstania Stowarzyszenia Filmowców Albańskich, którego został pierwszym prezesem. Jest założycielem i pierwszym dyrektorem pierwszej prywatnej albańskiej szkoły filmowej – Marubi w Tiranie.
W 1991 należał do grona założycieli Demokratycznej Partii Albanii. Był też jednym z założycieli Forum Ochrony Praw Człowieka i Obywatela, a także albańskiej filii Komitetu Helsińskiego, którego został wiceprzewodniczącym. W 1990 jako przedstawiciel organizacji odwiedzał obozy pracy, w których przebywali więźniowie polityczni.
W 2016 został uhonorowany doktoratem honoris causa uniwersytetu Utica w Nowym Jorku.

## Filmografia
- 1977: Pranverë në zemrat tona (Wiosna w naszych sercach)
- 1977: Ata ishin kater – razem z E. Musliu
- 1979: Ballë për ballë (Twarzą w twarz) – razem z P. Milkanim
- 1980: Pas vdekjes (Po śmierci)
- 1982: Shokët (Towarzysze)
- 1983: Dora e ngrohtë
- 1985: Te paftuarit
- 1987: Vrasje në gjueti
- 1990: Balada e Kurbinit
- 1998: Koloneli Bunker (Pułkownik Bunkier)
- 1999: Lotet e Kosovës
- 2003: Equinox (dokumentalny)
- 2005: Syri magjik (Magiczne oko)

## Scenariusz filmowe
- 1998: Koloneli Bunker
- 2003: Equinox
- 2005: Syri magjik